# Miloslav Hudec
Miloslav Hudec (též Miloš Hudec, 18. června 1918 Lipovec – 24. ledna 1945 Breslau) byl český úředník a odbojář popravený nacisty.

## Život
Miloslav Hudec se narodil 18. června 1918 v Lipovci na Blanensku. V roce 1939 odmaturoval na 1. státním reálném gymnáziu v Brně, následně nastoupil ke studiu na strojní obor Vysoké školy technické dra Edvarda Beneše tamtéž. Již na podzim téhož roku došlo k uzavření českých vysokých škol nacisty a Miloslav Hudec byl nucen studia přerušit. Začal pracovat jako úředník u firmy Baťa, byl členem židenického Sokola. Přes svého bývalého gymnazijního profesora Konstantina Ivanoviče Hladkého se zapojil do protinacistického odboje v odbojové organizaci Lípa, která byla jihomoravskou částí Přípravného revolučního národního výboru. Skupina se zaměřovala na podporu rodin zatčených odbojářů, shromažďování výzbroje pro případné protiněmecké povstání a jejím hlavním působištěm byla brněnská Zbrojovka. Za svou činnost byl 13. dubna 1944 zatčen gestapem a uvězněn v brněnských Kounicových kolejích. Dne 18. října 1944 byl přemístěn do Breslau, kde byl 2. prosince téhož roku odsouzen k trestu smrti. Shodou okolností se mu týž den narodil syn Michael. Dne 24. ledna 1945 byl popraven.

## Posmrtná ocenění
- Miloslavu Hudcovi byl v roce 1946 in memoriam udělen titul Inženýra